# یو کینگشوانگ
یو کینگشوانگ (انگلیسی: Yue Qingshuang؛ زادهٔ ۷ اکتبر ۱۹۸۵) ورزشکار کرلینگ اهل چین است.